# جیسون جونز
جیسون گانگ جونز (به انگلیسی: Jason "Gong" Jones)خوانندهٔ گروه آلترناتیو متال ام کنسپیریسی از لس آنجلس واقع در کالیفرنیا می‌باشد. او از سال ۲۰۰۲ تا ۲۰۰۵ خوانندهٔ گروه دراونینگ پول بود و در دومین آلبوم این گروه یعنی بی حس شده حضور داشت که در سال ۲۰۰۴ منتشر شد.

## حضور در درونینگ پول
در سال ۲۰۰۲ گروه دراونینگ پول یک آگهی با عنوان نیاز به خواننده را در سرتاسر کشور پخش کرد که امتحان‌های متعددی از تعداد زیادی خوانندگان گرفته شد. سپس جیسون جونز مورد قبول قرار گرفت. او در آلبوم دوم گروه بی حس شده مشارکت داشسته است، حاصل آن تک آهنگهای همچون برخیز (که در فیلم سینمایی پانیشر و دبلیو دبلیو ای رسل منیا XX مورد استفاده قرار گرفت)، عشق و جنگ و قاتل من بود. جیسون جونز بعد از ۳ سال یعنی سال ۲۰۰۵ به علت مشکلات شخصی مجبور به ترک گروه شد و جای خود را به رایان مک کامبز داد.

## ایجاد گروه‌ام کنسپیریسی
جیسون جونز در اواخر سال ۲۰۰۵ به همراه گیتاریست براین دیمیر گروه جدیدی را با نام ام کنسپیریسی تشکیل داد و اولین دموی خود را در اواسط ۲۰۰۷ با نام بیرون از سوی کم‌عمق منتشر کردند. تنها آلبوم رسمی این گروه ام کنسپیریسی، در تاریخ ۱۲ ژانویه ۲۰۱۰ منتشر شد.